# Sachseln
Sachseln ist eine politische Gemeinde des Kantons Obwalden in der Schweiz.

## Geographie

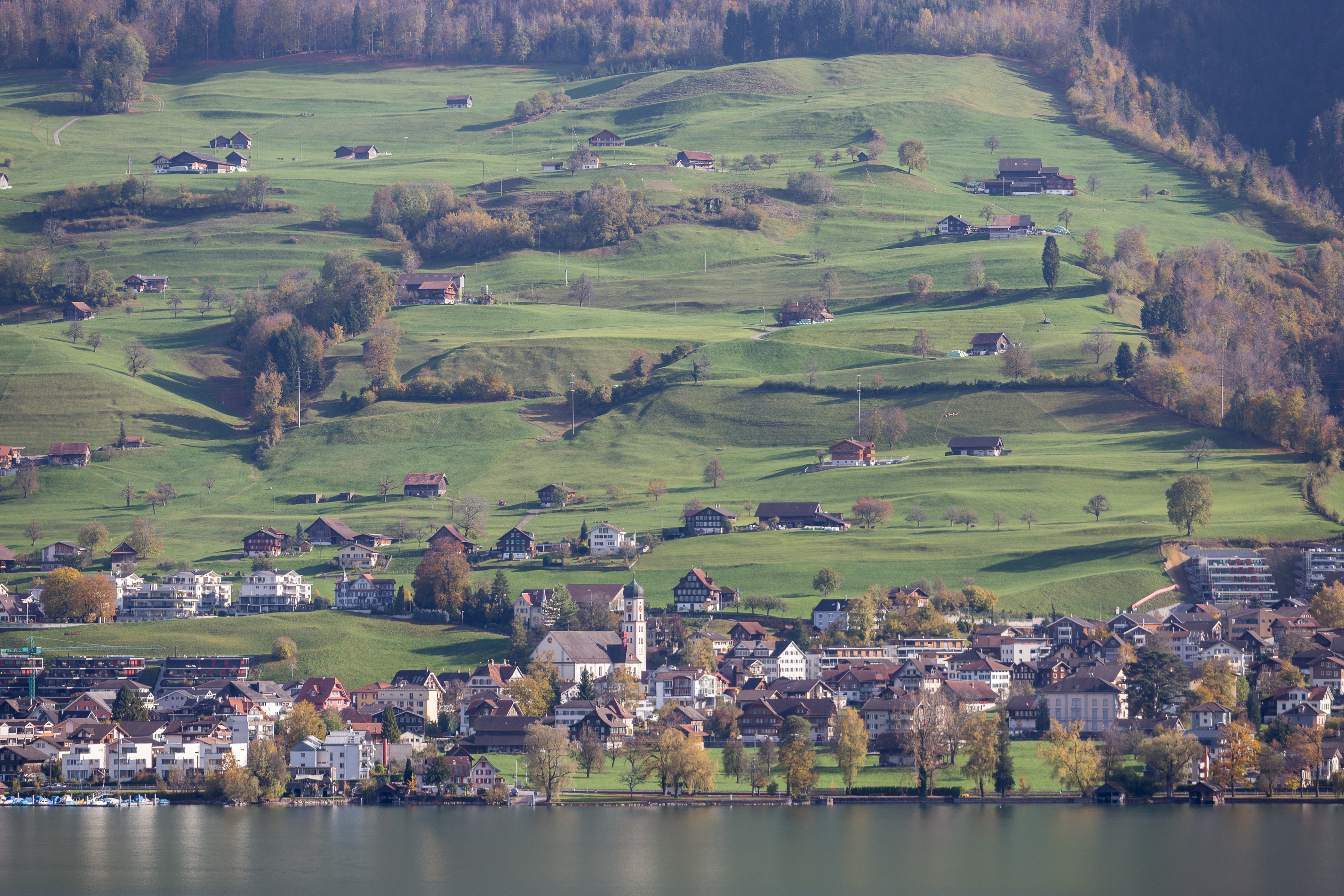
Blick auf Sachseln

Sachseln liegt im Sarneraatal am Südostufer des Sarnersees auf 483 m ü. M. Der tiefste Punkt ist der Sarnersee auf 469 m ü. M., der höchste Punkt ist das Brünig-Haupt mit 2312 m ü. M. Auf der Ostseite folgt die Gemeindegrenze fast ganz dem Lauf der Grossen Melchaa, im Westen verläuft die Grenze über weite Strecken in der Kleinen Melchaa. Zu Sachseln gehört auch die Westseite des Melchtals.
Die Gemeinde ist unterteilt in Sachseln Dorf, den höher gelegenen Wallfahrtsort Flüeli-Ranft (bis ins 19. Jahrhundert als Berg bezeichnet) und die südlich gelegenen Weiler Edisried und Ewil mit dem Siedlungsgebiet Ried am südlichen Ufer des Sarnersees.
Auf dem Gebiet der Gemeinde Sachseln liegt auf der Älggi-Alp der Mittelpunkt der Schweiz .

## Geschichte

Sachseln, historisches Luftbild von 1919, aufgenommen aus 200 Metern Höhe von Walter Mittelholzer

Archäologische Funde aus der Bronzezeit (Axt, Lanzenspitze und Topfscherben) belegen eine frühe Besiedlung. Bei Grabungen wurden alemannische Gräber gefunden. Die erste urkundliche Erwähnung von Sachseln datiert aus dem Jahre 1173 als Saxhslen. Die alte Pfarrkirche von Sachseln wurde 1234 erstmals urkundlich erwähnt. Die Grafen von Lenzburg hatten Besitz in Sachseln. Diesen verkauften sie an mehrere Klöster. Die Dorfleute kauften sich 1373 von den Klöstern frei. Obwohl Sachseln als Teil von Unterwalden ob dem Wald (Obwalden) seit 1291 Teil der Eidgenossenschaft war, wurde die Gemeinde de jure erst 1461 nach dem endgültigen Verzicht der Habsburger auf ihre Besitztümer in der Eidgenossenschaft unabhängig.

## Bevölkerung

### Sprachen
Fast die gesamte Bevölkerung spricht Obwaldnerdeutsch, eine hochalemannische Mundart im Schweizerdeutschen. Bei der Volkszählung im Jahr 2000 gaben 92,8 % Deutsch, 1,5 % Serbokroatisch, je 1,0 % Italienisch und Portugiesisch und 0,9 % Albanisch als Hauptsprache an.

### Religionen – Konfessionen
Die Bevölkerung war früher vollumfänglich Mitglied der Römisch-Katholischen Kirche. Die Konfessionsverhältnisse im Jahr 2000 lassen immer noch diese ursprüngliche Struktur erkennen: 3'467 Personen waren katholisch (80,53 %). Daneben gab es 7,06 % protestantische und 1,60 % andere Christen (meist orthodoxe Christen), 2,93 % Muslime und 4,65 % Konfessionslose. 122 Personen (2,83 %) machten keine Angaben zu ihrem Glaubensbekenntnis. Die Entkirchlichung und die Zuwanderung aus anderen Gemeinden und dem Ausland hat in Sachseln zu einem Anstieg anderer Bekenntnisgruppen geführt.

### Herkunft – Nationalität
Von den laut BFS Ende 2021 5172 Bewohnern waren 4537 (87,72 %) Schweizer Staatsangehörige. Die Zugewanderten stammen mehrheitlich aus Mitteleuropa (Deutschland, Niederlande und Österreich), Südeuropa (Italien und Portugal), dem ehemaligen Jugoslawien (Kosova/Kosovo, Kroatien, Nordmazedonien und Serbien), Asien (Sri Lanka und Syrien) sowie Afrika (Eritrea). Die grössten Zuwanderungsgruppen kommen aus Deutschland (204 Personen), Portugal (115 Personen) sowie Italien (46 Personen). Bei der Volkszählung 2000 waren 3781 Personen (87,83 %) Schweizer Bürger; davon besassen 133 Personen eine doppelte Staatsbürgerschaft.

### Altersstruktur
Die Gemeinde zählt einen hohen Anteil an Einwohnern im mittleren Alter. Während der Anteil der Personen unter zwanzig Jahren 21,06 % der Ortsbevölkerung ausmacht, sind 25,32 % Senioren (60 Jahre und älter). Die grösste Altersgruppe stellen die Personen zwischen 45 und 59 Jahren. Auf 100 Personen im arbeitsfähigen Alter (20–64 Jahre; 3087 Personen) entfallen 35 Junge (1084 Personen) und 32 Menschen (975 Personen) im Pensionsalter.
Ende 2018 ergab sich folgende Altersstruktur:
| Alter                                                             | 0–6 Jahre | 7–15 Jahre | 16–19 Jahre | 20–29 Jahre | 30–44 Jahre | 45–59 Jahre | 60–79 Jahre | 80 Jahre und mehr |
| Anzahl                                                            | 370       | 481        | 233         | 608         | 953         | 1198        | 1050        | 253               |
| Anteil                                                            | 7,19 %    | 9,35 %     | 4,53 %      | 11,82 %     | 18,52 %     | 23,28 %     | 20,40 %     | 4,92 %            |
| Quelle: Bundesamt für Statistik, Bevölkerung nach Alter Ende 2018 |           |            |             |             |             |             |             |                   |

### Bevölkerungsentwicklung
Im 18. Jahrhundert gab es wegen der hohen Kindersterblichkeit kein Wachstum der Bevölkerung. Zwischen 1799 und 1920 wuchs die Zahl der Bewohner nur wenig. Grund hierfür waren die fehlenden Arbeitsplätze und die deswegen erfolgende Abwanderung in andere Regionen der Schweiz und nach Übersee. Seit dem Ende des Zweiten Weltkriegs hat sich dies grundlegend geändert. Zahlreiche Arbeitsplätze in grösseren Betrieben entstanden und es kam zu einer Zuwanderung auch aus dem Ausland. Deshalb ist die Bevölkerung zwischen 1941 und 2020 um 143 % bzw. mehr als 3000 Personen gewachsen.
Bevölkerungsentwicklung von Sachseln seit 1743. Quellen: Volkszählungen (1743 Kantonale, 1799 Helvetische; 1850–2000 Eidgenössische); Bundesamt für Statistik (2010 und 2020)

## Wirtschaft
Erst im 20. Jahrhundert begann man mit der Ansiedlung von Industriebetrieben in Sachseln. Heute verfügt das Dorf über 2'000 Arbeitsplätze, viele davon im hochqualifizierten Bereich. Das Unternehmen Maxon Motor ist mit über 1300 Angestellten in Sachseln der grösste Arbeitgeber im Kanton Obwalden. Maxon stellt sehr kleine Elektromotoren her, die als sehr zuverlässig gelten. Daher konnte Maxon auch die NASA beliefern, die mehrere Mars-Roboter mit Elektromotoren von Maxon ausrüstete.
Der Sachsler Müesli-Hersteller Bio-familia AG wurde 1954 unter dem Namen Somalon AG von der Familie Hipp gegründet. Seit 1999 befindet sich unter dem Namen Hipp & Co. das Holdingdach der gesamten Hipp-Firmengruppe in Sachseln.
Weitere grössere bzw. über den Ort hinaus bekannte Betriebe sind die Elfo AG (Spritzguss und Formenbau), die Sigrist AG (Pelton-Turbinen und Kleinwasserkraftwerke) sowie der Möbelhersteller Karl Omlin AG. Der zweite grosse Möbelhersteller, die Reinhard AG, wurde 2019 geschlossen. Das einheimische Gewerbe stellte sich zuletzt im September 2012 bei der Gewerbeschau Saxula vor.
In Sachseln gab es im Jahr 2008 2812 Beschäftigte in 260 Betrieben. 8,1 % der Beschäftigten in Sachseln arbeiteten im Bereich Landwirtschaft/Forstwirtschaft/Fischerei (Sektor 1), 61,2 % in Industrie und Gewerbe (Sektor 2) und 30,7 % in Dienstleistungsunternehmen (Sektor 3). Die Arbeitslosenquote betrug 2011 0,86 %.
Im Jahr 2017 waren von den 3214 Beschäftigten 1684 männlich und 1530 weiblich. Die Zahlen für die 3 Sektoren sehen wie folgt aus:
| | Betriebe | Betriebe | Beschäftigte | Beschäftigte | Vollzeitstellen | Vollzeitstellen |
| Anzahl | Anteil   | Anzahl   | Anteil       | Anzahl       | Anteil          |                 |
| --- | -------- | -------- | ------------ | ------------ | --------------- | --------------- |
| 1. Sektor | 73       | 19,41 %  | 205          | 6,38 %       | 138             | 5,13 %          |
| 2. Sektor | 55       | 14,63 %  | 1969         | 61,26 %      | 1797            | 66,75 %         |
| 3. Sektor | 248      | 65,96 %  | 1040         | 32,36 %      | 757             | 28,12 %         |
| Total | 376      | 100 %    | 3214         | 100 %        | 2692            | 100 %           |
| Quelle: Bundesamt für Statistik; Statistik der Unternehmensstruktur STATENT, Arbeitsstätten und Beschäftigte nach Gemeinde und Wirtschaftssektoren |          |          |              |              |                 |                 |

## Politik

### Einwohnergemeinderat
Die Exekutive bildet der siebenköpfige Gemeinderat. Die Mitglieder leiten die Departemente Führung, Bildung und Kultur, Finanzen und Wirtschaft, Bau und Umwelt, Verkehr, Ver- und Entsorgung, Liegenschaften und Sicherheit.

### Korporation
Die Korporation Sachseln ist eine Korporationsgemeinde, die als Körperschaft öffentlichen Rechts das nutzbare Gemeingut (Wald, Allmend und Alpen) verwaltet. Mit der Kantonsverfassung von 1850 wurde die aus dem 14. Jahrhundert stammende Sachsler Kirchgenossengemeinde in Einwohnergemeinde, Bürgergemeinde und Korporationsgemeinde aufgeteilt. 1992 wurde die Bürgergemeinde in die Einwohnergemeinde inkorporiert. Getrennte Teilsamen zur Regelung der Alpnutzung, wie in anderen Obwaldner Orten üblich, gibt es in Sachseln nicht.
Von den ca. 5'000 Einwohnern von Sachseln sind ca. 1'000 Mitglieder der Korporation (Stand 2014). Das Korporationsbürgerrecht können nur Nachkommen und Ehepartner von Korporationsbürgern erhalten. Die Mitglieder haben persönliche Nutzungsrechte am Korporationsgut. Das Statut der Korporation wird der Einung genannt und regelt neben der Organisationsform die Neuaufnahme von Mitgliedern und die Nutzungsrechte.
Hauptaufgabe der Korporation ist die Verwaltung des Gemeinguts. So gehören der Sachsler Korporation 1'539 ha Wald (93 % des gesamten Waldbestands), über 20 Vor- bzw. Ganzsommer-Alpen, 10 Hochalpen, 138 ha Allmend, wovon die Sachsler Allmend mit 71 ha die grösste und eindrücklichste Allmend ist. Diese ist geprägt durch viele kleine Allmendhütten, die früher als Heuschober genutzt wurden. Weiterhin besitzt die Korporation 65 km eigene Alp-, Forst- und Allmendstrassen sowie weitere 18 ha landwirtschaftliche Liegenschaften. Insgesamt verfügt die Korporation damit über rund 60 % der Fläche der Gemeinde Sachseln. Die Korporation unterhält einen eigenen Forstbetrieb. Es werden jährlich ca. 8'000 m³ Holz genutzt. 2022 gründete die Korporation gemeinsam mit der Einwohnergemeinde die Wärmeverbund Sachseln AG, welche die Gemeinde mit Fernwärme versorgt. Sie betreibt einen Heizkessel im Schulhaus Mattli und zwei Heizkessel im Heizkraftwerk Chalchofen. Die Heizkraftwerke werden mit Holz aus dem Sachsler Wald betrieben.

### Verkehr

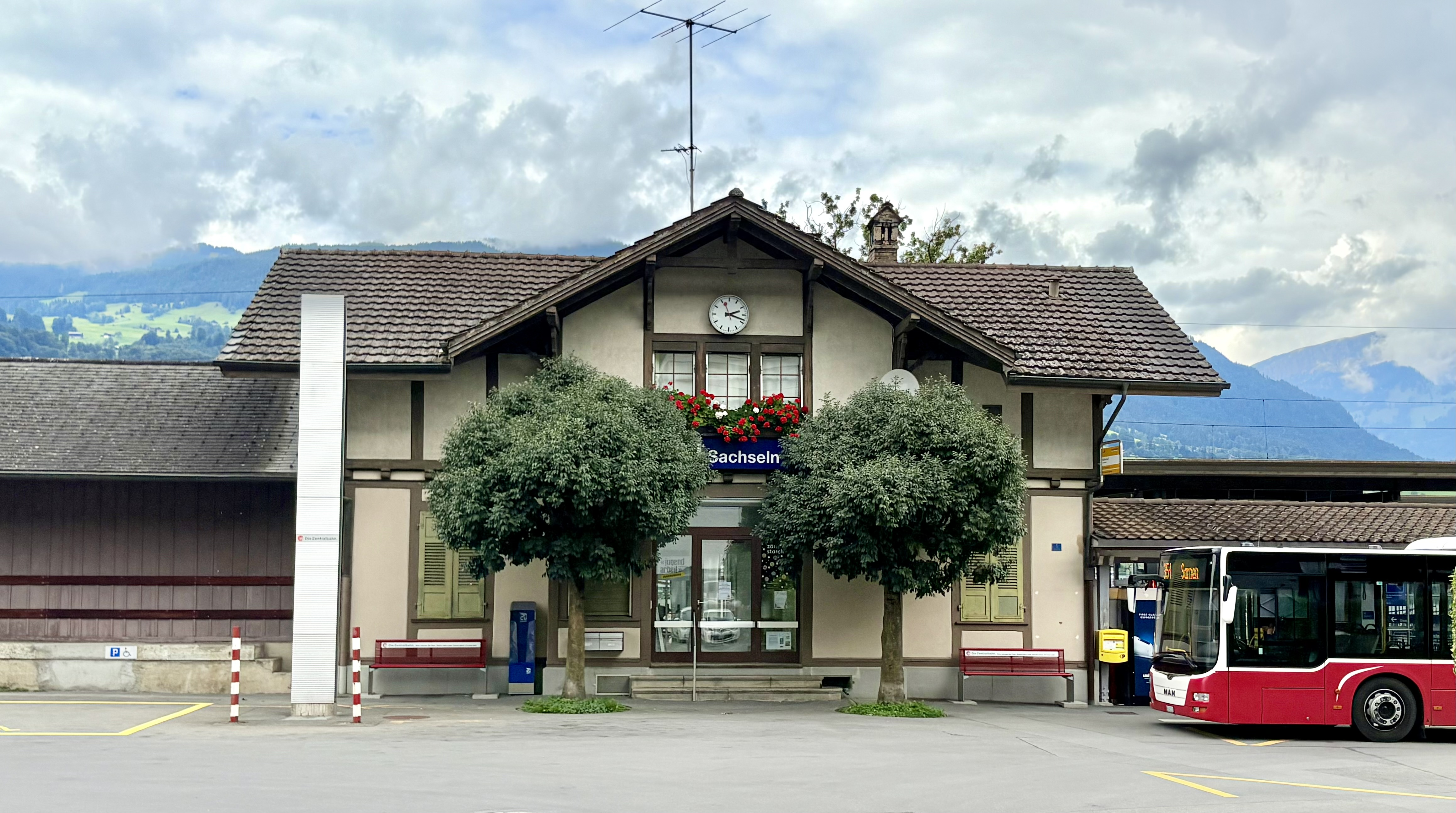
Bahnhof der Zentralbahn

Sachseln ist an die Autostrasse A8 angeschlossen. 1997 wurde der 5,1 km lange Umfahrungstunnel Sachseln eröffnet, der seitdem das Dorf vom Durchgangsverkehr entlastet. Sachseln liegt an der Brünigbahnlinie; der Bahnhof Sachseln und die Haltestelle Ewil-Maxon der Zentralbahn sorgen für den Anschluss an den Zugsverkehr in Richtung Luzern und über den Brünigpass nach Meiringen und Interlaken. Eine Postautoverbindung gibt es vom Bahnhof Sachseln zum Ortsteil Flüeli-Ranft. Zusätzlich fahren am Abend Postautos von Sarnen über Kerns nach Flüeli-Ranft.

### Bildung
Die Schule Sachseln verfügt über drei Schulhäuser und die Aussenschule in Flüeli-Ranft. Das Angebot umfasst Kindergarten, Primarschule und Kooperative Orientierungsschule. Angeschlossen sind die Musikschule, Ludothek und die Schul- und Gemeindebibliothek Sachseln mit etwa 8'000 Büchern und Tonmedien. Ab Januar 2024 bietet die Schule für Kinder ab Kindergarten betreute schulergänzende Tagesstrukturen an.
An Menschen mit Behinderungen richtet sich das Angebot der Stiftung Rütimattli, deren Gebäude etwas ausserhalb des Ortes liegen.

## Unwetter vom 15. August 1997
Sintflutartige Regenfälle infolge eines Unwetters liessen am 15. August 1997 den Dorfbach von Sachseln derart anschwellen, dass dieser über die Ufer trat und innerhalb von zwei Stunden schwerste Zerstörungen im Dorfkern anrichtete. Ein Schaden von 120 Mio. CHF war die Folge. Zwischenzeitlich erstellte Schutzmassnahmen wie Auffangbecken und Geschiebefänger sowie die Verlegung des Dorfbachs haben sich beim Unwetter im Sommer 2005 bewährt. Die Neugestaltung des Dorfmittelpunktes wurde von der Bevölkerung kontrovers aufgenommen.

## Sehenswürdigkeiten
Eine vollständige Auflistung der bedeutenden Kulturgüter von Sachseln ist in der Liste der Kulturgüter in Sachseln zu finden. Das Dorfbild von Sachseln ist im Inventar der schützenswerten Ortsbilder der Schweiz (ISOS) als schützenswertes Ortsbild der Schweiz von nationaler Bedeutung eingestuft.
Als Hauptsehenswürdigkeit gelten die Einsiedelei des Bruder Klaus und die beiden Ranftkapellen im Ranft beim Dorf Flüeli-Ranft, das zur Gemeinde Sachseln gehört. Dort sind auch das Geburtshaus und das Wohnhaus des Bruder Klaus zu besichtigen.
Die frühbarocke Pfarr- und Wallfahrtskirche entstand von 1672 bis 1684, seit 1679 ist sie Grabeskirche des Bruder Klaus. Angebaut an deren Kirchturm ist die Grabkapelle und schräg gegenüber der Kirche steht sich das Museum Bruder Klaus Sachseln. Im zugehörigen Ökonomiegebäude werden unter dem Titel «Miniaturen zur Erinnerung an den ländlichen Alltag» die Sammlung Christian Sigrist untergebracht. An dem Weg nach Flüeli-Ranft steht die kleine Kapelle St. Katharina.
Zu den Sehenswürdigkeiten ausserhalb des Dorfkerns zählen die Älggi-Alp mit dem Mittelpunkt der Schweiz und die Hohe Brücke, die höchste gedeckte und aus Holz gebaute Brücke Europas.

## Bilder

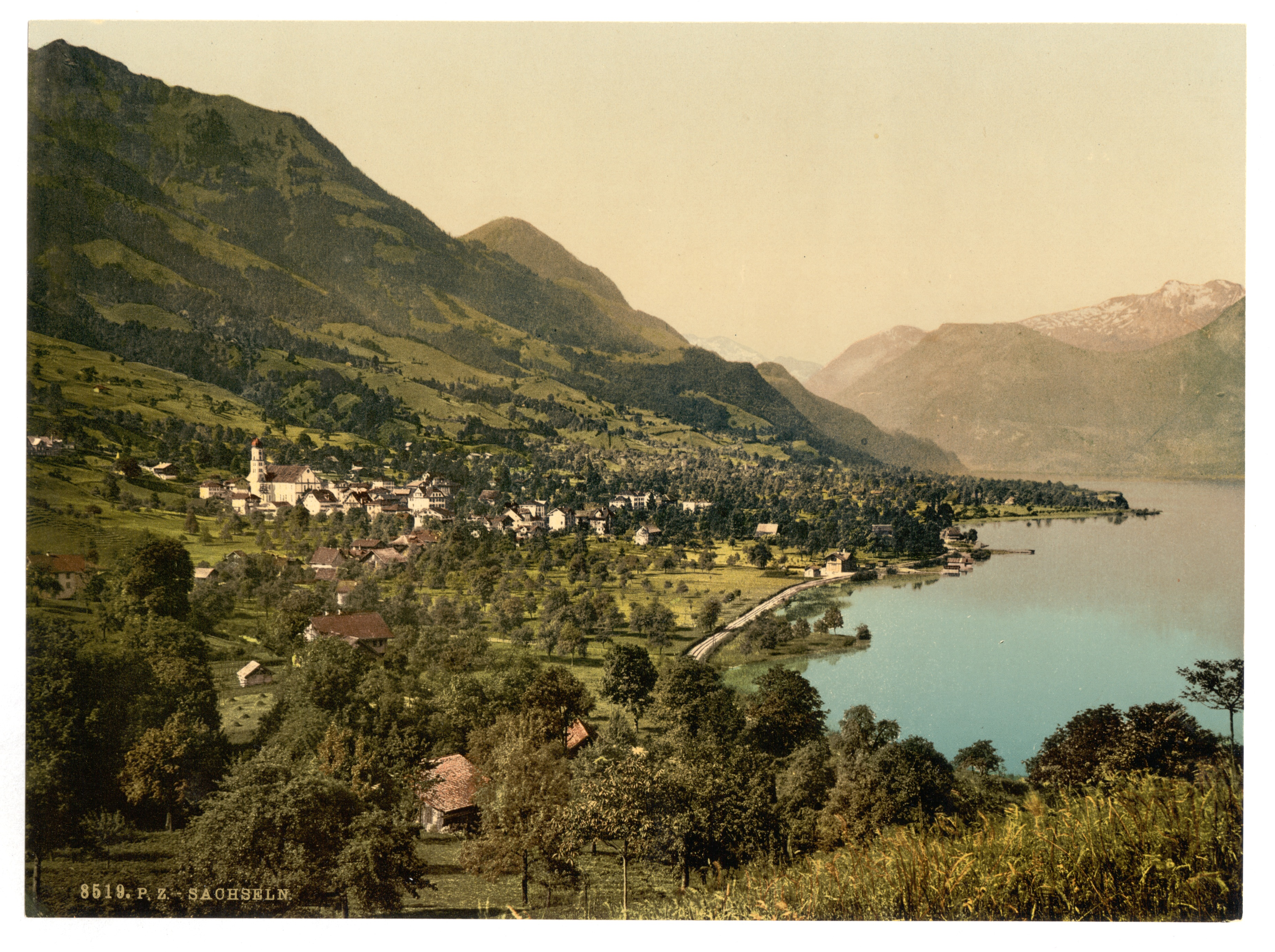
Sachseln um 1900
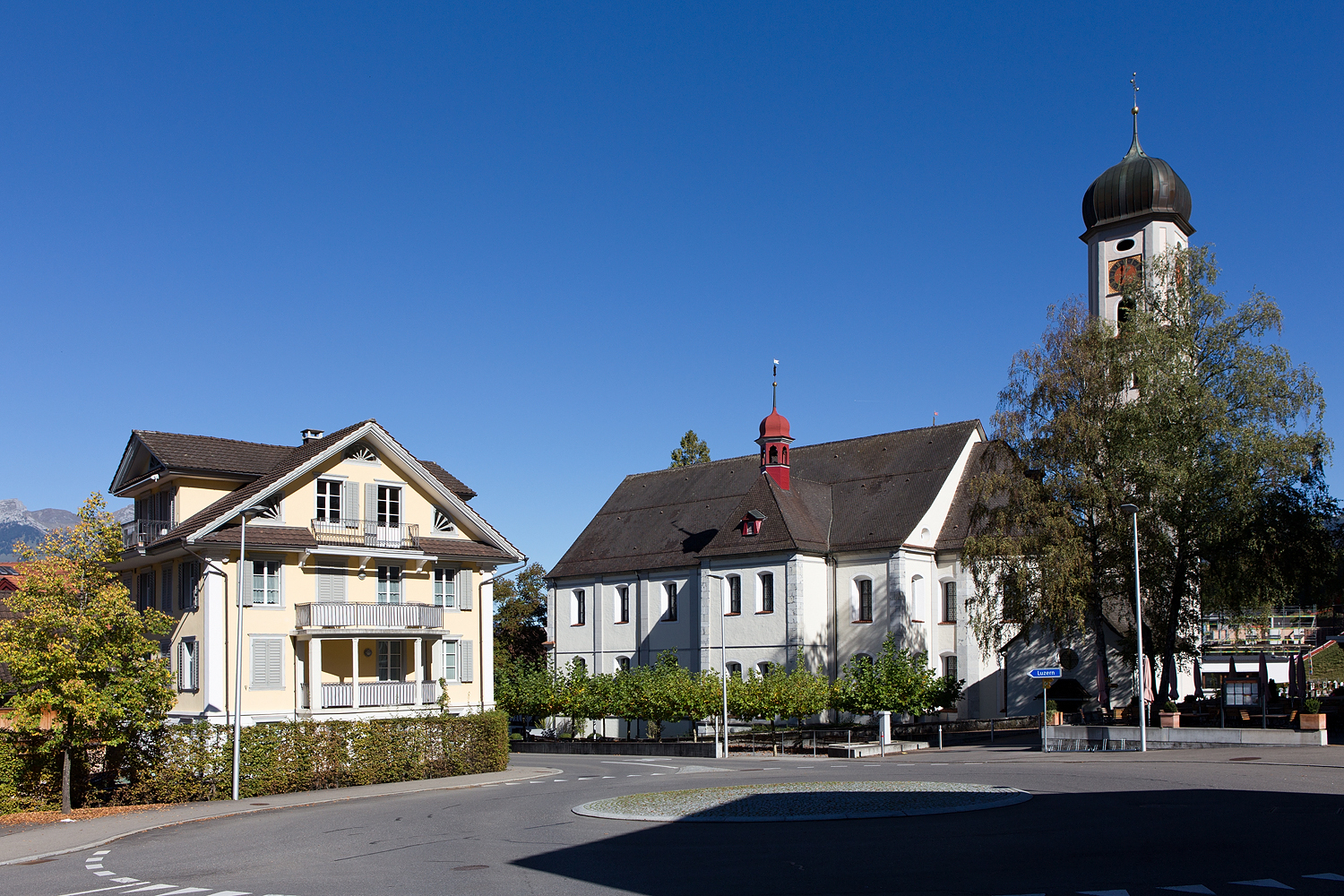
Wallfahrts- und Pfarrkirche St. Theodul
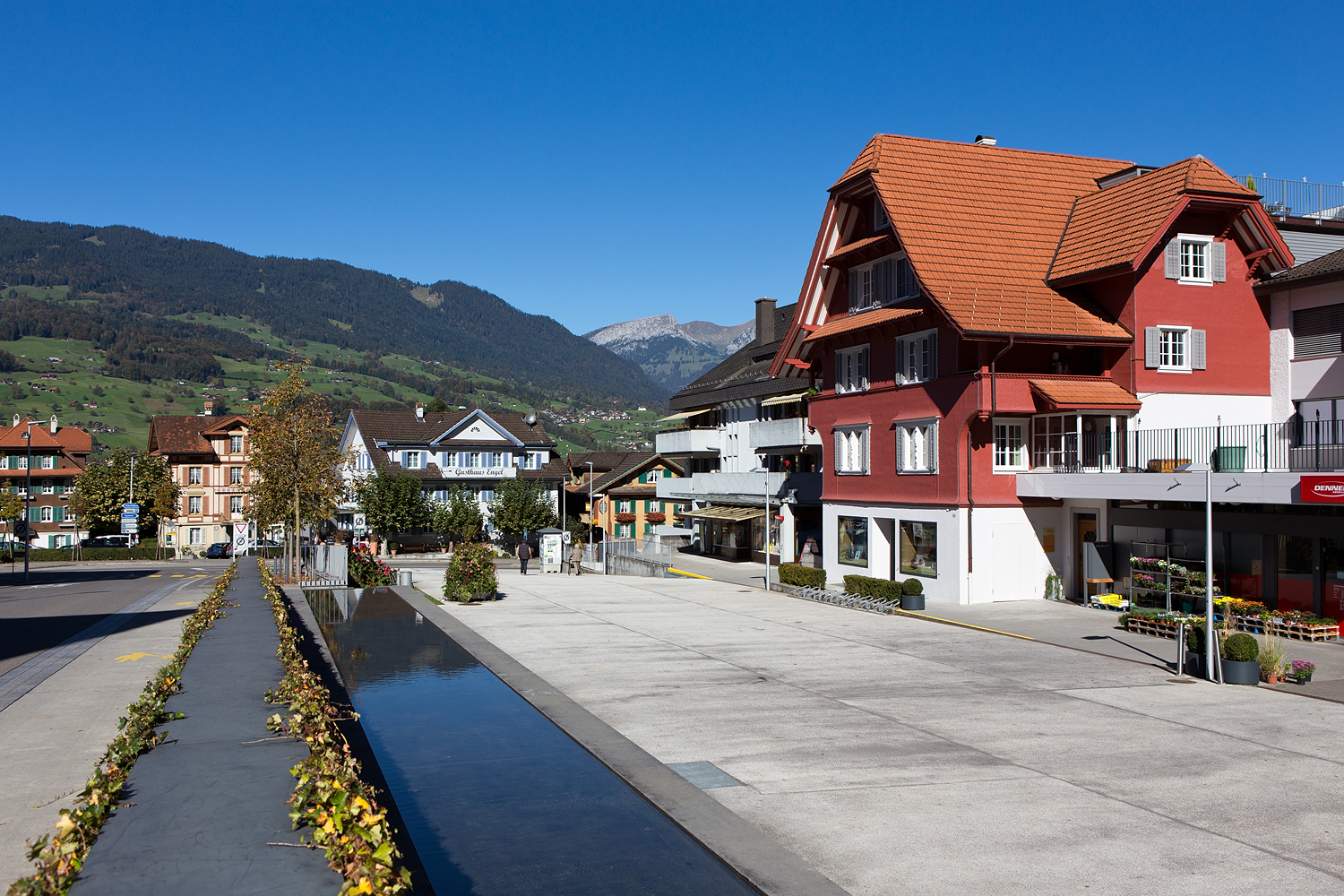
Dorfplatz
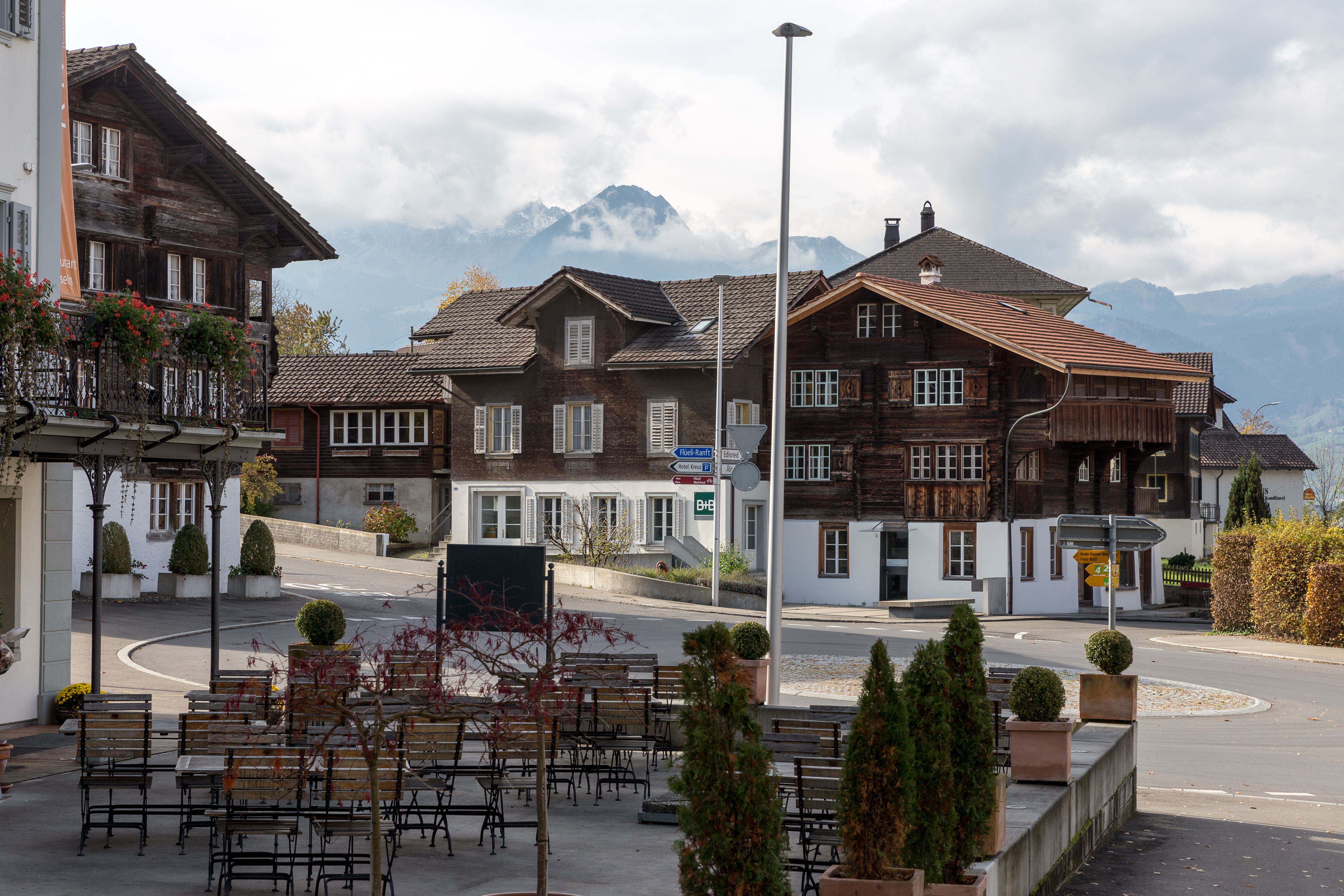
Kreisel am oberen Ende der Dorfstrasse
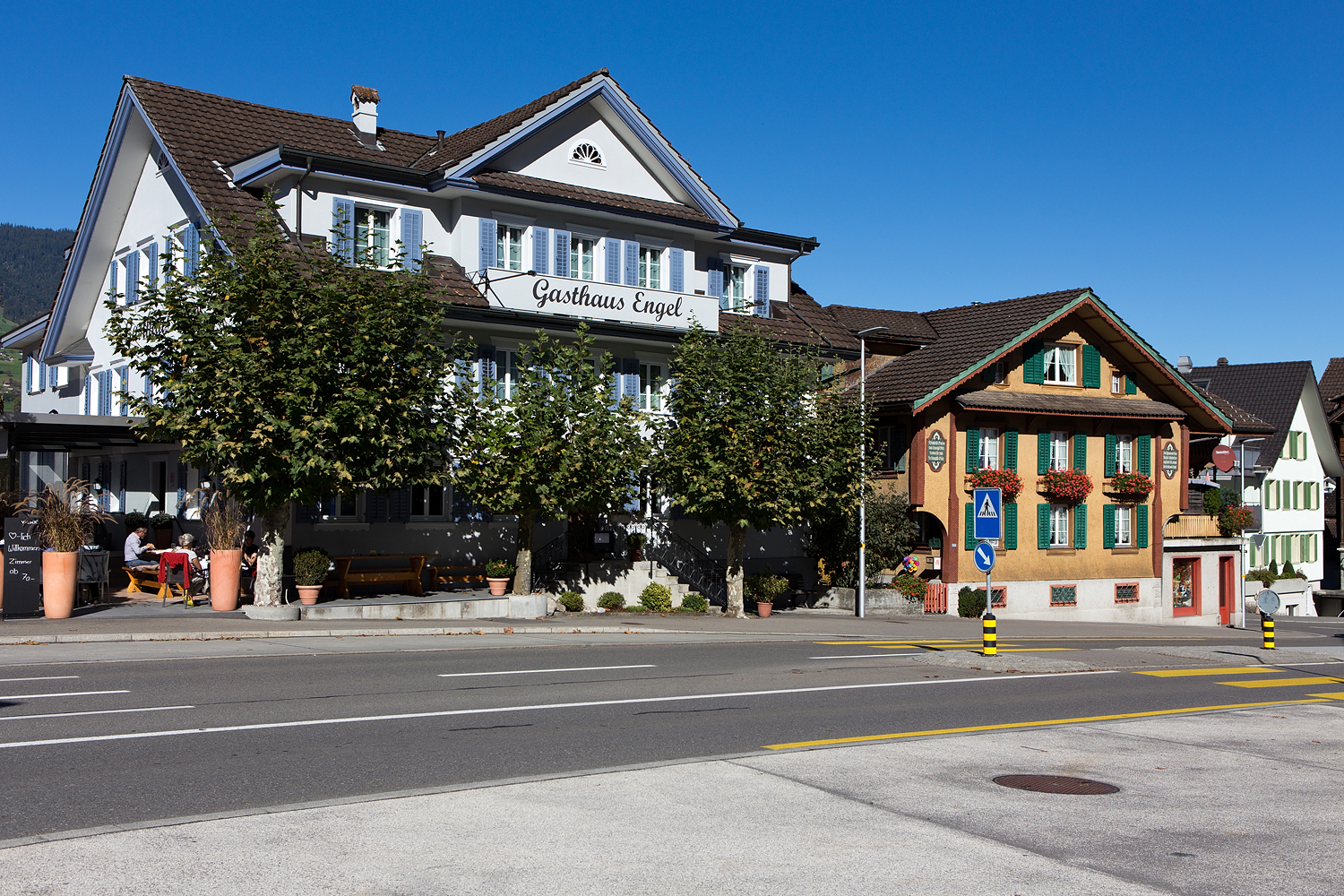
Gasthaus Engel
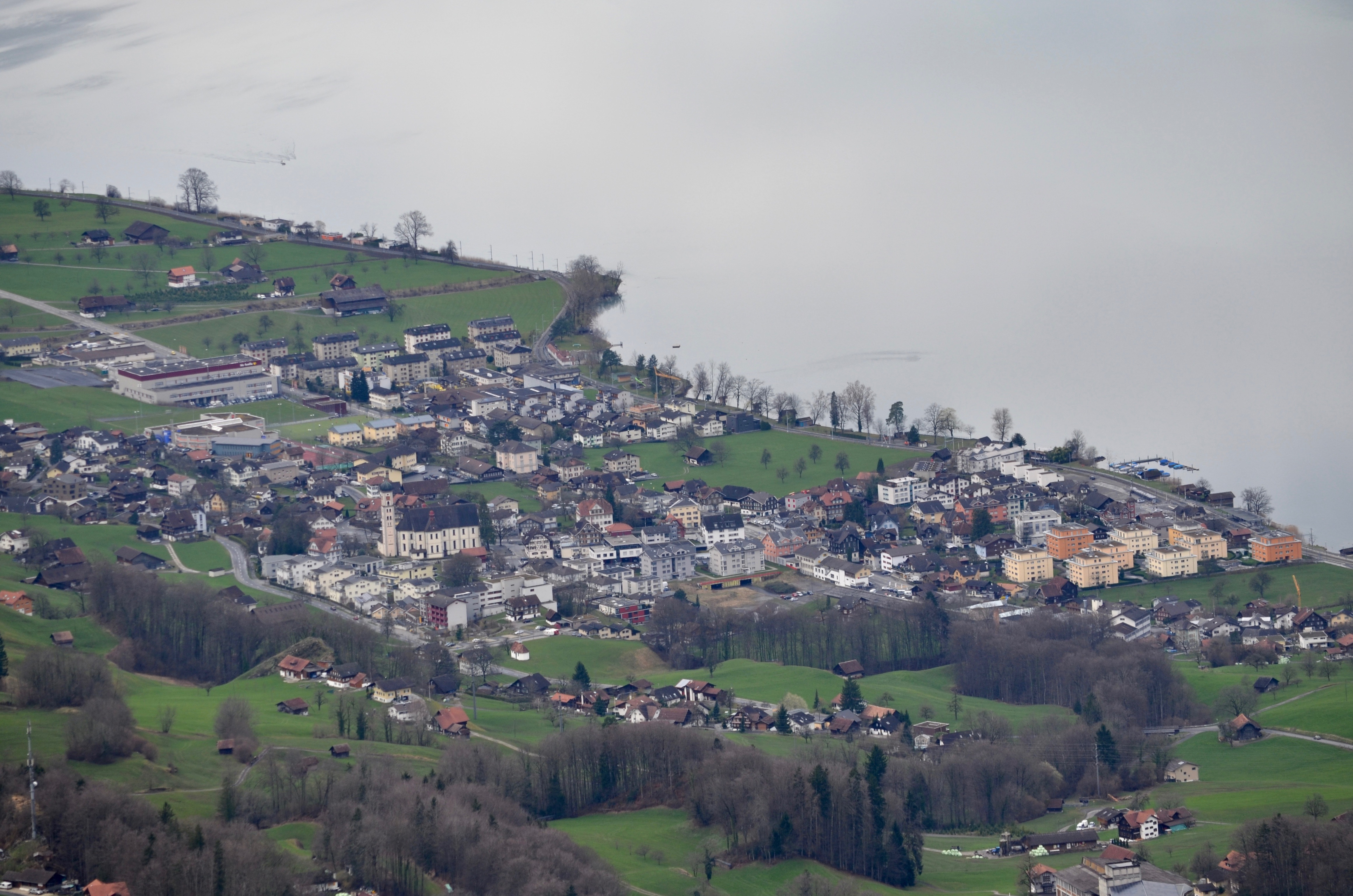
Sachseln am Sarnersee
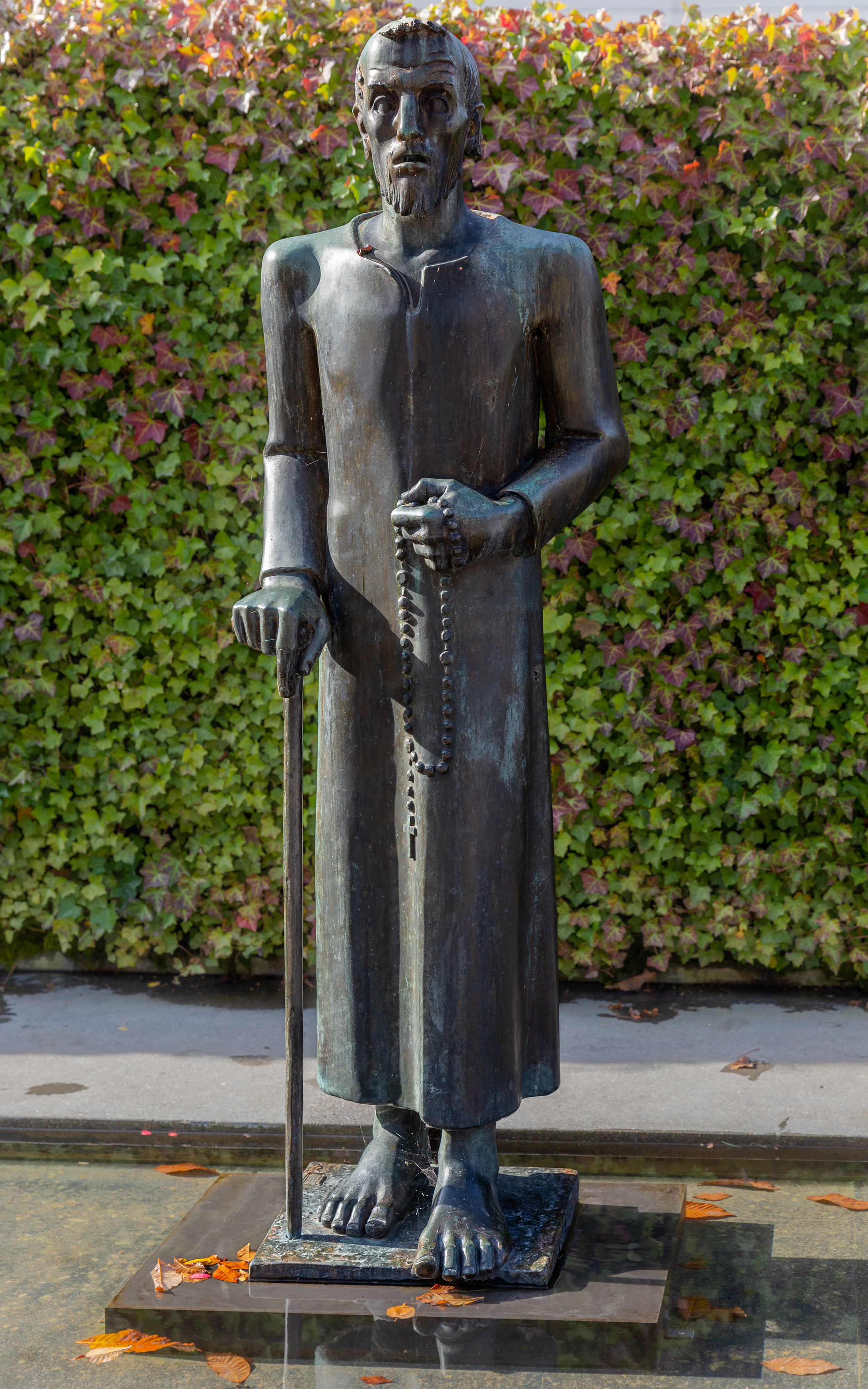
Bruder-Klaus-Statue
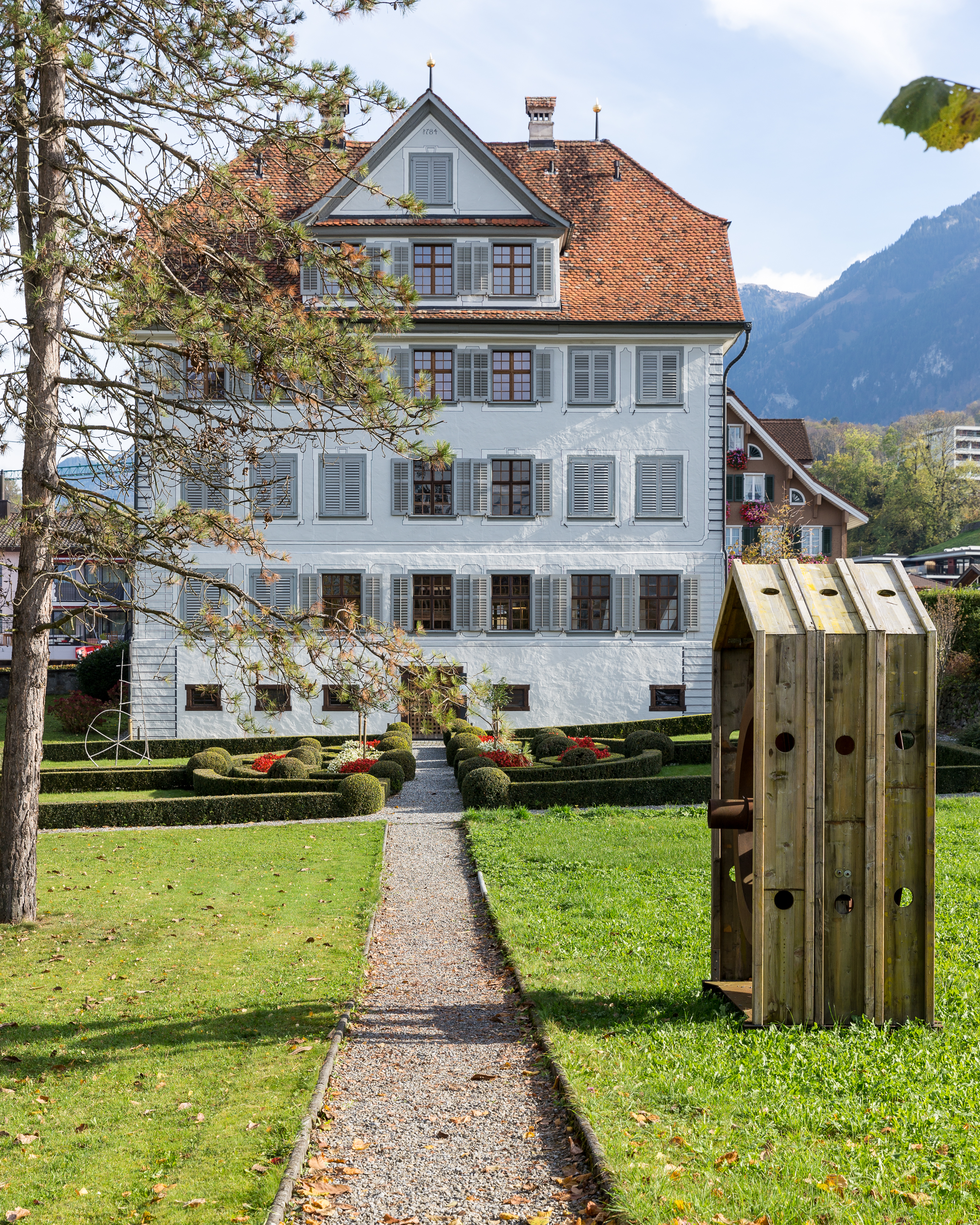
Museum Bruder Klaus von der Gartenseite

## Persönlichkeiten
- Arnold von Melchtal, legendäre Figur aus der Zeit der Entstehung der Eidgenossenschaft
- Niklaus von Flüe (1417–1487), Einsiedler
- Johann Wolfgang von Flüe (1691–1754), Offizier in französischen Diensten und Landammann
- Ludwig von Flüe (1752–1817), kommandierender Offizier der Schweizergarde bei der Verteidigung der Bastille 1789
- Nikolaus von Flüe (1763–1839), Offizier in französischen Diensten und Landeshauptmann
- Nikolaus von Flüe (1788–1851), Offizier in spanischen Diensten und Landeshauptmann
- Nicolaus Hermann (1818–1888), Ständerat, Nationalrat, Bundesgerichtspräsident, Tagsatzungsgesandter und Landammann
- Peter Garovi (1839–1914), Bauunternehmer[16]
- Albert Hinter (1876–1957), Maler, Glasmaler, Heraldiker und Gemälderestaurator
- Hedwig Egger-von Moos (1880–1965), Geschäftsfrau und Lyrikerin
- Giuseppe Haas-Triverio (1889–1963), Maler und Grafiker
- Josef Garovi (1908–1985), Komponist
- Ludwig von Moos (1910–1990), Bundesrat (1959–1971) sowie Gemeinderat und Gemeindepräsident von Sachseln, Kantonsrat, Regierungsrat, Ständerat und Landammann
- Anna Furrer (1913–2025), Altersrekordlerin und zeitweise älteste in der Schweiz lebende Person
- Bepp Haas, (1917–1996), Maler und Grafiker
- Alois Spichtig (1927–2014), Grafiker und Bildhauer
- Hans-Peter von Ah (1941–2011), Bildhauer und Maler
- Kurt Sigrist (* 1943), Bildhauer, Objektkünstler und Zeichner
- Angelo Garovi (* 1944), Germanist, Historiker, Musikwissenschafter und Komponist
- Die Fotografendynastie Reinhard: Joseph Reinhard (1901–1975), Sepp Reinhard (Katastrophen-Sepp, 1931–2023) und Daniel Reinhard (* 1960), Formel-1-Fotograf
- Roland von Flüe (* 1961), Jazzmusiker

### Ehrenbürger
- Heinrich Federer (1866–1928), Schweizer Schriftsteller und katholischer Priester